# خوسيه لويس فالديز
خوسيه لويس فالديز (بالإسبانية: José Luis Valdez)‏ (14 أبريل 1998 في الأرجنتين - ) هو لاعب كرة قدم أرجنتيني في مركز الهجوم. لعب مع كيلمس.

## وصلات خارجية
- خوسيه لويس فالديز على موقع قاعدة بيانات كرة القدم.إي يو (الإنجليزية)
- خوسيه لويس فالديز على موقع Soccerway.com (الإنجليزية)